# Зооглея
Зооглея  (лат. Zoogloea) — біоценоз, колонії мікроорганізмів що мають загальну гелеподібну або слизову капсулу і являють собою постійну або тимчасову колоїдну спільноту з різних ґрунтових мікроорганізмів для співпраці, захисту від хижих найпростіших, відтворення, харчування за допомогою утворення колоїдної гелеподібної капсули з рівномірним гідростатичним тиском. Ростуть в багатому на поживні речовини середовищі. 
Зооглея складається з полісахаридів, іноді з домішкою азотних сполук. Характерна тільки для деяких (переважно водних), бактерій, зокрема для роду Zoogloea (наприклад, виду Zoogloea ramigera) і ін.
Зооглея може бути пальцевидною, коралоподібною або іншої форми.
Виникнення зооглеї, очевидно, має пристосувальний характер: завдяки її слизовій консистенції легко здійснюється адсорбція з води живильних речовин, необхідних для існування бактерій.
В природі дуже багато різновидів зооглеї.
| Різновиди                                               | Примітки |
| ------------------------------------------------------- | --- |
| • Водний кефір • Чайний гриб • Тибетський молочний гриб | Всі три зооглеї — абсолютно різні культури, зі своїми особливостями й будовою. Властивості всіх Зооглей різні, єдине що їх поєднує, — це наявність оцтовокислих бактерій |
| • Активний мул                                          | пластівцеподібні скупчення |
| • Оцтова матка                                          | |